# Dianne Burge
Dianne Burge, född 9 oktober 1943, död 11 juni 2024, var en australisk friidrottare. Hon deltog vid olympiska sommarspelen 1964 och olympiska sommarspelen 1968.